# Современная арабская математическая нотация
Совреме́нная ара́бская математи́ческая нота́ция (араб. الترميز الرياضي العربي‎) — математическая нотация, основанная на арабском письме. Эта нотация обычно используется на довузовском уровне обучения. Нотация в основном схожа с обычной нотацией, но имеет некоторые заметные черты, которые отличает её от западного аналога.
Одно из самых известных отличий заключается в том, что математические символы записываются справа налево, сохраняя направление арабского письма. Другие различия заключаются в замене букв латинского алфавита на арабские буквы и использование арабских названий для математических функций и уравнений.

## Особенности
Самое известное отличие от  западного аналога — нотация сохраняет направление письма справа налево.  Также, арабские буквы заменяют латинские, а арабские названия — оригинальные.
Нотация сохраняет древнее арабское письмо без огласовок, которым пользовались в VII—XII веках.
Если переменная имеет две или более букв, арабские буквы меняют своё написание. Наиболее распространённым является пример с традиционным арабским обозначением радиуса круга: نق (произношение: [nɑq]); состоит из двух букв: нун и каф. Если две или более переменных просто стоят рядом (как, например, при умножении), то они не меняют своё написание.

## Разновидности
В высших учебных заведениях арабская нотация обычно не используется.
Обозначения немного отличается от одной области к другой. В основном, нотация отличается в обозначениях цифр и математических символов.

### Системы нумерации
Существует три арабские системы нумерации, которые используют написание справа налево:
- Западная арабская система (иногда называемая «европейской»), которая используется в западных арабских регионах (например, в Марокко)
- Восточная арабская система[англ.], которая используется в средних и восточных арабских регионах (например, в Египте и Сирии)
- Восточная индо-арабская система, которая используется в регионах с населением, говорящим на урду или на персидском (в Индии, Иране и Пакистане)

| Table of numerals   |   |   |   |   |   |   |   |   |   |   |
| Европейская система | 0 | 1 | 2 | 3 | 4 | 5 | 6 | 7 | 8 | 9 |
| Индо-арабская       | ٠‎ | ١‎ | ٢‎ | ٣‎ | ٤‎ | ٥‎ | ٦‎ | ٧‎ | ٨‎ | ٩‎ |
| Персидский вариант  | ۰ | ۱ | ۲ | ۳ | ۴ | ۵ | ۶ | ۷ | ۸ | ۹ |
| Тамильский вариант  |   | ௧ | ௨ | ௩ | ௪ | ௫ | ௬ | ௭ | ௮ | ௯ |

Арабские числа записываются слева направо, хотя арабское письмо имеет противоположное направление. То же касается десятичных дробей, где в качестве десятичного разделителя и разделителя групп разрядов используется знак «٫» или «٬», например: ٣٫١٤١٥٩٢٦٥٣٥٨; 3.14159265358; ١٬٠٠٠٬٠٠٠٬٠٠٠; 1,000,000,000.
В отрицательных числах минус записывается слева от числа, например: –٣; –3.
В записи дроби через косую черту числитель находится слева, а знаменатель справа, например: ٢/٧; 2/7.

### Отзеркаленные латинские символы
Иногда символы арабской нотации отличаются в зависимости от области:
| Arabic mathematical limit in different forms |          |            |
| Латинский                                    | Арабский | Персидский |
| x4                                           | س٤‎ [a]   | س۴‎ [b]     |

- ↑ نهــــا‎ (произношение: [nūn-hāʾ-ʾalif]) — первые три буквы от арабского слова «نهاية» (с араб. — «лимит», произношение: [nihāya])
- ↑ حد‎ (произношение: [ḥadd])  — с перс. — «лимит»

Иногда арабская нотация использует отзеркаленные латинские символы (особенно часто в западных арабских регионах)
| Разные варианты написания суммы ряда в арабской нотации |          |                         |
| Латинский                                               | Арабский | Отзеркаленный латинский |
| 3√x                                                     | ٣‭√‬س‎[c]   | 3‭√‬س‎                     |

- ↑  مجــــ‎

مجموع‎ (произношение: [maǧmūʿ]) означает «сумма» в арабском языке.

## Примеры

### Буквы
| Латинские         | Арабские | Арабские | Примечания |
| ----------------- | -------- | -------- | --- |
| {\displaystyle a} |          | ا‎        | Арабская буква ا‎ ʾalif; a и ا‎ ʾalif — первые буквы латинского и арабского алфавитов |
| {\displaystyle b} |          | ٮ‎        | Буква ب‎ bāʾ без огласовок; b и ب‎ bāʾ — вторые буквы латинского и арабского алфавитов |
| {\displaystyle c} |          | حــــ‎    | Одна из форм буквы ح‎ ḥāʾ, или это буква ج‎ jīm без огласовок; c и ج‎ jīm — третьи буквы латинского и арабского алфавитов |
| {\displaystyle d} |          | د‎        | Арабская буква د‎ dāl; d и د‎ dāl — четвёртые буквы латинского и арабского алфавитов |
| {\displaystyle x} |          | س‎        | Арабская буква س‎ sīn. Связано с тем, что использование x в математике происходит от первой буквы арабского слова شيء‎ šayʾ(un) ʃajʔ(un), которое означает «что-либо». (X использовалось в старом испанском для обозначения звука /ʃ/). Однако, согласно другим источникам, этому не было доказательств |
| {\displaystyle y} |          | ص‎        | Арабская буква ص‎ ṣād |
| {\displaystyle z} |          | ع‎        | Арабская буква ع‎ ʿayn |

### Математические константыиединицы физических величин
| Описание          | Латинский            | Арабский | Арабский | Примечания |
| ----------------- | -------------------- | -------- | -------- | --- |
| Число Эйлера      | {\displaystyle e}    |          | ھ ‎       | Форма арабской буквы ه ‎ hāʾ. Как и латинская e, арабская ه ‎ hāʾ произошла от финикийской буквы hē.                                                                                                  |
| Мнимая единица    | {\displaystyle i}    |          | ت ‎       | Арабская буква ت ‎ tāʾ, которая является первой буквой второго слова وحدة تخيلية ‎ waḥdaẗun taḫīliyya «мнимая единица»                                                                                |
| Число пи          | {\displaystyle \pi } |          | ط ‎       | Арабская буква ط ‎ ṭāʾ; также используется оригинальное написание {\displaystyle \pi } в некоторых регионах                                                                                          |
| Радиус            | {\displaystyle r}    |          | نٯ ‎      | Арабская буква ن ‎ nūn, которая является формой буквы ق ‎ qāf без огласовок, произошла от слова نصف القطر ‎ nuṣfu l-quṭr «радиус»                                                                      |
| Килограмм         | kg                   |          | كجم ‎     | От كجم ‎ kāf-jīm-mīm. В некоторых регионах, альтернативный символ выглядит так: ( كغ ‎ kāf-ġayn) или ( كلغ ‎ kāf-lām-ġayn). Все три сокращения произошли от كيلوغرام ‎ kīlūġrām «килограмм».            |
| Грамм             | g                    |          | جم ‎      | От جم ‎ jīm-mīm, что произошло от جرام ‎ jrām, вариант произношения غرام ‎ ġrām «грамм» |
| Метр              | m                    |          | م ‎       | От م ‎ mīm, что произошло от متر ‎ mitr «метр» |
| Сантиметр         | cm                   |          | سم ‎      | От سم ‎ sīn-mīm, что произошло от سنتيمتر ‎ «сантиметр» |
| Миллиметр         | mm                   |          | مم ‎      | От مم ‎ mīm-mīm, что произошло от مليمتر ‎ millīmitr «миллиметр» |
| Километр          | km                   |          | كم ‎      | От كم ‎ kāf-mīm; также ( كلم ‎ kāf-lām-mīm)в некоторых регионах; все сокращения произошли от كيلومتر‎ kīlūmitr «километр».                                                                             |
| Секунда           | s                    |          | ث ‎       | От ث ‎ ṯāʾ, что произошло от ثانية ‎ ṯāniya «секунда» |
| Минута            | min                  |          | د        | От د ‎ dālʾ, что произошло от دقيقة ‎ daqīqa «минута»; также ( ٯ ‎ , что является формой буквы ق ‎ qāf без огласовок) в некоторых регионах                                                              |
| Час               | h                    |          | س ‎       | От س ‎ sīnʾ, что произошло от ساعة ‎ sāʿa «час» |
| Километр в час    | km/h                 |          | كم/س ‎    | От символов «километр» и «час» |
| Градус Цельсия    | °C                   |          | °س ‎      | От س ‎ sīn, что произошло от второго слова درجة سيلسيوس ‎ darajat sīlsīūs «градус Цельсия»; также ( °م ‎ ) от م ‎ mīmʾ, что является первой буквой третьего слова درجة حرارة مئوية ‎ «градус по Цельсию» |
| Градус Фаренгейта | °F                   |          | °ف ‎      | От ف ‎ fāʾ, что произошло от второго слова درجة فهرنهايت ‎ darajat fahranhāyt «градус Фаренгейта» |